# 卡夫卡茲 (佩列亞斯拉夫-赫梅利尼茨基區)
50°4′49″N 31°21′9″E / 50.08028°N 31.35250°E
卡夫卡茲（烏克蘭語：Кавказ）是位於烏克蘭北部的村莊，由基辅州鲍里斯皮尔区的迪維奇基市鎮負責管轄。該村面積0.42平方公里，海拔高度111米，2001年人口403，人口密度每平方公里959.5人。